# エスコート (ゴスペラーズの曲)
『エスコート』は、ゴスペラーズ20作目のシングル。2002年4月10日にキューンミュージックから発売された。

## 概要
楽曲は「2002 FIFAワールドカップ」の公式応援ソング、朝日新聞社「春のキャンペーン FIFAワールドカップ」のキャンペーンソングに使用されていた。タイトルの「エスコート」は、新聞で公募されたイメージ・キャッチフレーズの中からゴスペラーズ自身が選び、楽曲の元となったキーワードである。同年12月4日発売のアルバム『アカペラ』には収録されておらず、2019年12月18日発売のベスト・アルバム『G25 -Beautiful Harmony-』に初収録されるまでは、ワールドカップ公式アルバム『2002 FIFA World Cup Official Album Songs of KOREA/JAPAN』にのみ収録されていた。

## 収録曲
1. エスコート
作詞：安岡優／作曲：安岡優・北山陽一／編曲：K-Muto
2. エスコート（No Lead Version）
3. エスコート（Instrumental）